# Велинге
Велинге (на шведски: Vellinge) е град в южна Швеция, лен Сконе. Главен административен център на едноименната община Велинге. Разположен е на 3 km от брега на протока Йоресун. Намира се на около 500 km на югозапад от столицата Стокхолм и на 12 km на югоизток от Малмьо. Населението на града е 6304 жители според данни от преброяването през 2010 г.